# Ковтонюк Борис Мусійович
Ковтонюк Борис Мусійович (18 вересня 1948 — 12 серпня 2025) — український журналіст, письменник, краєзнавець.

## Життєпис
Борис Ковтонюк народився 18 вересня 1948 року у селі Тернове Великомихайлівської ОТГ Дніпропетровської області.
Із 1955 по 1959 роки навчався у початковій школі в рідному селі, а потім до 1966-го — у Березівській середній у сусідньому. У 1967 році у своєму районі закінчив Вище професійне училище № 75 (Олександрівка) за спеціальністю «Монтаж та експлуатація сільських електромереж і споживчих електроустановок». До вступу на факультет журналістики Львівського національного університету імені Івана Франка у 1970-му році працював електромонтером механізованої колони № 24 тресту «Полтавасільелектромережбуд», звальщиком шихти у мартенівському цеху металургійного заводу у Дніпропетровську, в комплексній колгоспній будівельній бригаді у рідному селі.
У зв'язку з масовими арештами і «чистками», найбільшими у післясталінський період, серед інтелігенції та студентів за так званий український «буржуазний націоналізм» на початку сімдесятих років, викликаних зміною керівництва України та різким курсом Кремля на жахливий експеримент «единый советский народ - единый язык», щоб уникнути «дамоклавого меча», який завис і над ним, попереджений буквально за лічені години до трагедії, прийняв єдине правильне рішення на той момент - написав заяву на відрахування із університету (на третьому курсі) за сімейними обставинами і зник зі Львова. За порадою свого рятувальника (який, правда, поплатився посадою за таку доброзичливість) відправився до його друга у газету «Слово трудівника» в смт Якимівка Запорізької області, «заробляти хорошу характеристику». Потім працював кореспондентом та фотокореспондентом Галицької районної газети «Прапор перемоги» (після 1991 - «Галицьке слово») Івано-Франківської області, а коли хвиля репресій почала вщухати, відновився на навчання в університеті, який закінчив у 1977 році, отримавши спеціальності журналіста та військову - спецпропагандиста. Одночасно із навчанням в останні роки працював фотокореспондентом університетської газети «За радянську науку» (на неповну ставку лаборанта вишівської фотолабораторії). Ніхто із рідних, друзів, однокурсників, практично, не знали аж до 2015 року про справжню одіссею Ковтонюка того періоду, доки він не опублікував нарис «Загадково зник, щоб впевнено повернутися» у колективній книзі випускників факультету «Журналістика у наших серцях і долях».
Із 1977-го до 1980-го років за направленням у Гадяцькій районній газеті «Будівник комунізму» (із 1990 - «Гадяцький вісник») Полтавської області був спочатку заввідділу листів і масової роботи, а потім - сільського господарства. У 1980 році переїхав у м. Дніпро. Трудився кореспондентом, фотокореспондентом, заступником головного редактора Всеукраїнського транспортного тижневика «Придніпровська магістраль» (зараз входить у філію "Медіацентр «Магістраль» ПАТ «Укрзалізниці») аж до виходу на заслужений відпочинок у 2008 році. Паралельно із газетярською роботою у 1992—1997 роках був членом редколегії журналу Бористен, а в 1997—1998 - членом редакційної ради та головним фотохудожником журналу «Супутник риболова» (нині не виходить). Маючи унікальну можливість безкоштовного проїзду залізницею по всьому СРСР, а згодом СНД, транспортний журналіст сповна використав її, побувавши у багатьох куточках колишньої імперії від Карпат до Сахаліну та від Чорного моря до Білого - практично, в усіх тодішніх республіках, значно збагативши себе професійним і життєвим досвідом.
Помер 12 серпня 2025 року в Дніпрі.

## Творчість
Творчість Бориса Ковтонюка умовно можна розділити на дві частини: журналістська (член НСЖУ з 1981 року) та літературна. Як газетяр він добре зарекомендував себе, практично, в усіх жанрах. Яскраві сторінки - фоторепортажі, фотонариси та художня фотографія. У студентські роки став членом фотоклубу Львівського обкому профспілок при Будинку культури «Будівельник», відтоді був лауреатом і призером фотоконкурсів різних рівнів - від обласного до всесоюзного. Організовував персональні та брав участь у колективних фотовиставках (Львів, Дніпропетровськ — нині Дніпро). В одному із юнацьких щоденників Борис записав: «Я буду письменником, а журналістика для мене - це ті сходинки, якими піднімусь, щоб переступити поріг у літературу». Саме ці слова і стали провідною зорею для нього у бурхливому життєвому вирі. Вогонь своєї душі він, насамперед, вкладав у журналістику, тож за період до виходу на заслужений відпочинок випустив лише дві книжки - невеличку збірку інтимної лірики «Богиня» та краєзнавчу «Легенди Дібрівського лісу». «Золотий вік» для письменницької творчості для нього прийшов із пенсійним: за перші 14 років «відпочинку» видано ще 9 книг! Із них чотири - поетичні. Якщо у більшості поетів переважають вірші про кохання, інтимні переживання, то у Ковтонюка, хоч він і тонкий лірик, все частіше з'являються поезії громадянського звучання, до того ж, у світлі Звичаю та Звичаєвого Права українського народу. Крім того, із 2017 року він знову почав
писати байки, чим «грішив» іще в юності. Прозові книги - краєзнавчі. Помітне місце займають «Унікальні люди Придніпров'я» - понад шістдесят ілюстрованих нарисів, кожен із героїв яких відповідає вимозі: перший, єдиний, кращий в області, або унікальний. Близько десяти із них стали єдиними чи кращими у світі!
Борис Ковтонюк захоплювався колекціонуванням фігур запорозьких козаків (близько півтисячі експонатів), частину із яких зроблено власними руками із солоного тіста та порцеляни.
На базі зібрання при наявності матеріальної бази може бути створений Музей фігур запорожців. Власна колекція стала основою і для підготовки майбутньої ілюстрованої книги під умовною назвою «Образ запорожців у міні-скульптурі», роботу над якою загальмувала військова агресія Росії проти України з 2014 року - анексія Криму, введення російських військ на Донбас: Донецьку та Луганську області, неможливість поїхати з творчою місією на Кубань та в інші регіони РФ до майстрів, які займаються цією темою.

## Громадська та краєзнавча діяльність
Найяскравіше проявилася громадянська позиція Бориса Ковтонюка з кінця 1980-х, коли треба було витягувати Неньку-Україну із зашморгу найбільшої імперії світу - СРСР. Із 1988-го року він стає активним членом Всеукраїнського товариства «Просвіта» імені Тараса Шевченка, був делегатом I та II її всеукраїнських конференцій; згодом - Народного Руху України до 1991 року, делегат установчого з'їзду (1989). Під час Серпневий путч (1991) був внесений у першу десятку «розстрільного списку» по Дніпропетровську. Із виникненням сучасного українського козацтва поринув у його відродження та дослідження, що знайшло відображення у книзі «Січеславщина козацька. Учора, сьогодні, завтра» (2013), яка вийшла за передплатою. Після 1994 року активно зайнявся краєзнавчою роботою: частину відпусток, багато вихідних мандрував рідним Привовчанським краєм від села до села велосипедом, пішки, попутним транспортом, збираючи історичні матеріали, легенди, перекази, цікаві бувальщини тощо. «Першою ластівкою» цього виду діяльності стала книга «Легенди Дібрівського лісу» (2003), а також закладено надійний фундамент для подальшої літературної творчості. На початку 2008 року разом із однодумцями Ковтонюк створив Дніпропетровську обласну громадську організацію "Краєзнавче товариство «Ріднокрай», що проіснувала 10 років. Під її егідою у 2009—2010 роках проведено першу в Україні комплексну (авто-вело-водо-пішохідну) експедицію «Запасний шлях „із варягів у греки“, або Таємними дорогами запорозьких козаків» степовими річками та їх берегами від затоплених Дніпрових порогів до Маріуполя. У наступні роки, як часткове продовження попередньої, організовані краєзнавчі експедиції «Козацький зимівник», «Придніпров'я - край козацький!», «Дорогами Нестора Махна» та інші. Частина зібраних матеріалів оприлюднена у книгах, ЗМІ, інші чекають своєї черги.

## Книги автора
1. Богиня (1998)
2. Легенди Дібрівського лісу (2003)
3. Чутливі струни (2010)
4. Січеславщина козацька. Учора, сьогодні, завтра (2013)
5. Народжуйтесь, герої! (2013)
6. Дібрівський ліс (2013)
7. Легенди Дібрівського лісу (2013, продовження серії)
8. Унікальні люди Придніпров'я (2017)
9. Таємні дороги запорожців (2018)
10. Життєдайне джерело (2019)
11. Клює-є-є-є! Рибальські бувальщини (2020)

Борисом Ковтонюком також написані кілька книг у співавторстві, у тому числі «Нестор Махно. Біографічний довідник» (2018) - з Людмилою Ковтонюк, яка є й ілюстратором його творів.